# Sinske Hattori
Sinske Hattori o Shinsuke Hattori (romanización de 服部新佐) (10 de agosto de 1915 - 12 de mayo de 1992) fue un botánico, briólogo y profesor japonés graduado en la Universidad de Tokio, teniendo destacados profesores como Takenoshin Nakai (1882-1952).
Fue uno de los fundadores y el primer director (1946) del Laboratorio Botánico Hattori (NICH,) en Nichinan, sur de Kyushu.

## Algunas publicaciones
- s. Hattori, sirkka sinikka Piippo. 1986. Bryophyte flora of the Huon Peninsula, Papua New Guinea. 15, Frullania (Frullaniaceae, Hepaticae). Acta Bot. Fennica 133: 25-58 il.
- ------------. 1975. Selected Bryological Papers by Sinske Hattori: Published Between 1940-1951. Ed. Hattori Bot. Lab. 488 pp.
- ------------. 1972. Frullania Tamarisci-complex and the Species Concept. Reimpreso. 50 pp.
- ------------, h. Inoue. 1958. Preliminary report on Takakia lepidozioides. J. of the Hattori Bot. Lab. 18: 133-137

## Honores

### Eponimia
Especies
- (Thelypteridaceae) Metathelypteris hattori (H.Ito) Ching[2]

- Revista Hattoria
- La abreviatura «S.Hatt.» se emplea para indicar a Sinske Hattori como autoridad en la descripción y clasificación científica de los vegetales.[3]